# 弗拉基米尔·叶尔莫拉耶夫
弗拉基米尔·格里戈里耶维奇·叶尔莫拉耶夫（俄语：Владимир Григорьевич Ермолаев，1909年8月29日—1944年12月31日），苏联飞机设计师，航空工程少将。

## 生平
叶尔莫拉耶夫1931年毕业于莫斯科国立大学。
在羅伯特·巴蒂尼的领导下参与了“钢-7”飞机的研制 。1939年巴蒂尼被捕后，他继续领导-設計局，监督完成了轰炸机DB-240的开发。该型轰炸机正式投产编号是叶-2。 
1942年，叶尔莫拉耶夫将自己领导的39号工厂从莫斯科迁徙至伊尔库茨克，继续进行轰炸机的现代化改装。
叶尔莫拉耶夫于1944年因斑疹伤寒感染而逝世。设计局交由苏霍伊管理。
他是尼娜·伊万诺芙娜（Нина Ивановна）的第一任丈夫。在他去世后，尼娜在1946年改嫁给科罗廖夫。

## 荣耀
- 二级苏沃洛夫勋章（1944年8月19日）